# Urocione di Cozumel
L'urocione di Cozumel è una specie di urocione ancora in attesa di un nome scientifico ed una descrizione accurata, criticamente minacciata di estinzione, o forse addirittura già estinta.
Vive (o viveva) sull'isola messicana di Cozumel; come l'urocione delle Channel Islands; è una forma nana dell'urocione, anche se raggiunge dimensioni maggiori rispetto all'affine specie delle Channel Islands, essendo grande circa 3/4 della specie di terraferma.